# باسكال بونتزير
باسكال بونتزير (بالفرنسية: Pascal Bonitzer)‏ (و. 1946 – م) هو كاتب، ومخرج سينمائي، وكاتب سيناريو، وناقد سينمائي، وصحفي، وممثل من فرنسا . ولد في باريس .

## روابط خارجية
- باسكال بونتزير على موقع IMDb (الإنجليزية)
- باسكال بونتزير على موقع ميتاكريتيك (الإنجليزية)
- باسكال بونتزير على موقع روتن توميتوز (الإنجليزية)
- باسكال بونتزير على موقع مونزينجر (الألمانية)
- باسكال بونتزير على موقع قاعدة بيانات الأفلام العربية
- باسكال بونتزير على موقع ألو سيني (الفرنسية)
- باسكال بونتزير على موقع أول موفي (الإنجليزية)
- باسكال بونتزير على موقع قاعدة بيانات الأفلام السويدية (السويدية)
- باسكال بونتزير على موقع قاعدة بيانات الفيلم (الإنجليزية)
- باسكال بونتزير على موقع كينوبويسك (الروسية)